# Purble Place
Purble Place è un gioco per computer sviluppato da Oberon Games incluso in Windows Vista e Windows 7. È un gioco educativo per bambini, che insegna a riconoscere colori e forme.

## Contenuti
Le tipologie di gioco incluse sono tre: Comfy Cakes, Purble Shop e Purble Pairs, ognuna con tre diversi livelli di difficoltà (Principiante, Intermedio ed Avanzato).

### Comfy Cakes
Comfy Cakes è l'edificio centrale di Purble Place. L'obiettivo è portare a termine tutti gli ordini di torte in maniera corretta. La torta da confezionare deve essere uguale a quella ordinata. Il primo passo è scegliere la forma della torta tra cerchio, quadrato e cuore; poi si passa a scegliere il gusto tra cioccolato, fragola e vaniglia. Negli strati intermedi va aggiunta una crema, che può essere fragola, menta o vaniglia. In seguito viene inserita la glassa e le decorazioni, che possono essere a forma di caramelle gusto limone-mirtillo-fragola, cuore gusto fragola, faccina sorridente gusto limone e trifoglio gusto menta. Nel livello avanzato sono disponibili ulteriori decorazioni come la glassa caramellata e lo zucchero a velo. Dopo il completamento della torta, questa viene spostata in una sezione con disegnata una stella per la spedizione. Se la torta non è creata correttamente, il giocatore viene penalizzato e la torta rifiutata. Se vengono spediti due ordini sbagliati, il gioco finisce. Dopo un certo numero di ordini esatti, il giocatore vince il gioco ed il punteggio viene calcolato e memorizzato. Il punteggio finale dipende dal numero di torte confezionate, dal numero di ordini errati e dall'efficienza del giocatore durante la partita.

### Purble Pairs
Purble Pairs è un gioco in stile Memoria che include uno sneak peek bonus che permette al giocatore di vedere il retro delle tessere riducendo una piccola parte del tempo a disposizione.
Si può scegliere fra tre differenti livelli di gioco sempre più difficili: aumentando il livello il gioco diventa a tempo, le griglie aumentano in numero e dimensione e le figure diventano meno distinguibili. Sono presenti numerose carte speciali che servono da bonus, come i jolly che, girata una carta, trovano l'altra identica, una carta della macchina del ghiaccio di Comfy Cakes che mischia tutte le tessere quando ne viene trovata una coppia, o una carta del Master Chief che, quando una coppia viene scoperta, trova e rimuove tutte le carte che contengono una torta a caso. Se perdi è finito il gioco e devi ricominciare da capo.

### Purble Shop
Purble Shop è un gioco nel quale viene fatta una selezione casuale di caratteristiche facciali (occhi, naso e bocca), che vengono nascoste al giocatore. Questi sceglie un set di caratteristiche ed ottiene in risposta il numero di oggetti corretti. Se s'indovinano correttamente tutte le caratteristiche entro un certo numero limitato di tentativi, viene concesso un titolo onorario che varia a seconda della velocità di risoluzione e del numero di tentativi. Quando si gioca con il livello intermedio e avanzato, le caratteristiche e i colori da indovinare aumentano.